# مبارکیه (فرقه)
فرقه مبارکیه، از جمله فرقه‌های منشعب شده از اسماعیلیه است که بعدها فرقه قرامطه از آن جدا گردید. این فرقه پیروی شخصی به نام مبارک بودند که او را غلام اسماعیل بن جعفر دانسته‌اند. شیخ طوسی مبارک را غلام اسماعیل بن عبدالله بن عباس و از اصحاب جعفر صادق دانسته‌است. از مهمترین اعتقادات این فرقه، امامت را منحصر در فرزندان محمد بن اسماعیل دانستن است. گروهی از خطابیه، پس از مرگ ابوخطاب، به پیروی از فرقه مبارکیه روی آورده و به این فرقه پیوستند.